# イチハ
イチハ（10月24日 - ）は、日本の漫画家。愛知県出身。
2002年、『花とゆめ』2号（白泉社）に掲載の「女子妄想症候群」でデビュー。そのデビュー作が連載作品となった。そのため、他作家に比べて読みきり作品が少なく、デビュー後に描かれた読み切りは一本しかない。
「女子妄想症候群」連載中の2006年秋頃に体調を崩し、『花とゆめ』2006年21号から休載した後、『ザ花とゆめ』にて復帰した。
ペンネームの由来で、アシスタントに「イ…苗字の頭文字、チ…名前の頭文字、ハ…箸でハエがつかめます」と分析されたが、本人は否定している。

## 作品リスト
- 女子妄想症候群（2002年-2008年、花とゆめ、ザ花とゆめ、白泉社）- 全10巻
- ロアの森-forest of lore-